# Pulykaland
A Pulykaland (eredeti cím: Free Birds) 2013-ban bemutatott amerikai 3D-s számítógépes animációs film, amelynek a rendezője Jimmy Hayward, a producere Scott Mosier, az írói Jimmy Hayward, Scott Mosier, David I. Stern és John J. Strauss, a zeneszerzője Dominic Lewis. A mozifilm a Reel FX Creative Studios gyártásában készült, a Relativity Media forgalmazásában jelent meg. Műfaját tekintve sci-fi film, fantasyfilm és filmvígjáték. Amerikában 2013. november 1-én mutatták be, Magyarországon 2013. december 26-án.

## Szereplők
| Szereplő                | Eredeti hang     | Magyar hang       |
| ----------------------- | ---------------- | ----------------- |
| Reggie                  | Owen Wilson      | Stohl András      |
| Jake                    | Woody Harrelson  | Schnell Ádám      |
| Jenny                   | Amy Poehler      | Nemes Takách Kata |
| S.T.E.V.E.              | George Takei     | Kautzky Armand    |
| Myles Standish kapitány | Colm Meaney      | Csernák János     |
| Főcsőr                  | Keith David      | Papp János        |
| Bradford kormányzó      | Dan Fogler       | Csuja Imre        |
| Őrcsőr                  | Jimmy Hayward    | Kőszegi Ákos      |
| Amos                    | Carlos Alazraqui | Elek Ferenc       |
| Sagan tábornok          | Jeff Biancalana  | Barbinek Péter    |
| Danny                   | Danny Carey      | Takátsy Péter     |
| Elnök                   | Jimmy Hayward    | Laklóth Aladár    |
| Törzsfőnök              | Robert Beltran   | Faragó András     |
| Narrátor                | Carlos Ponce     | Csankó Zoltán     |
| Bölcs csőr              | TBA              | Harsányi Gábor    |